# استثنائي مرتين

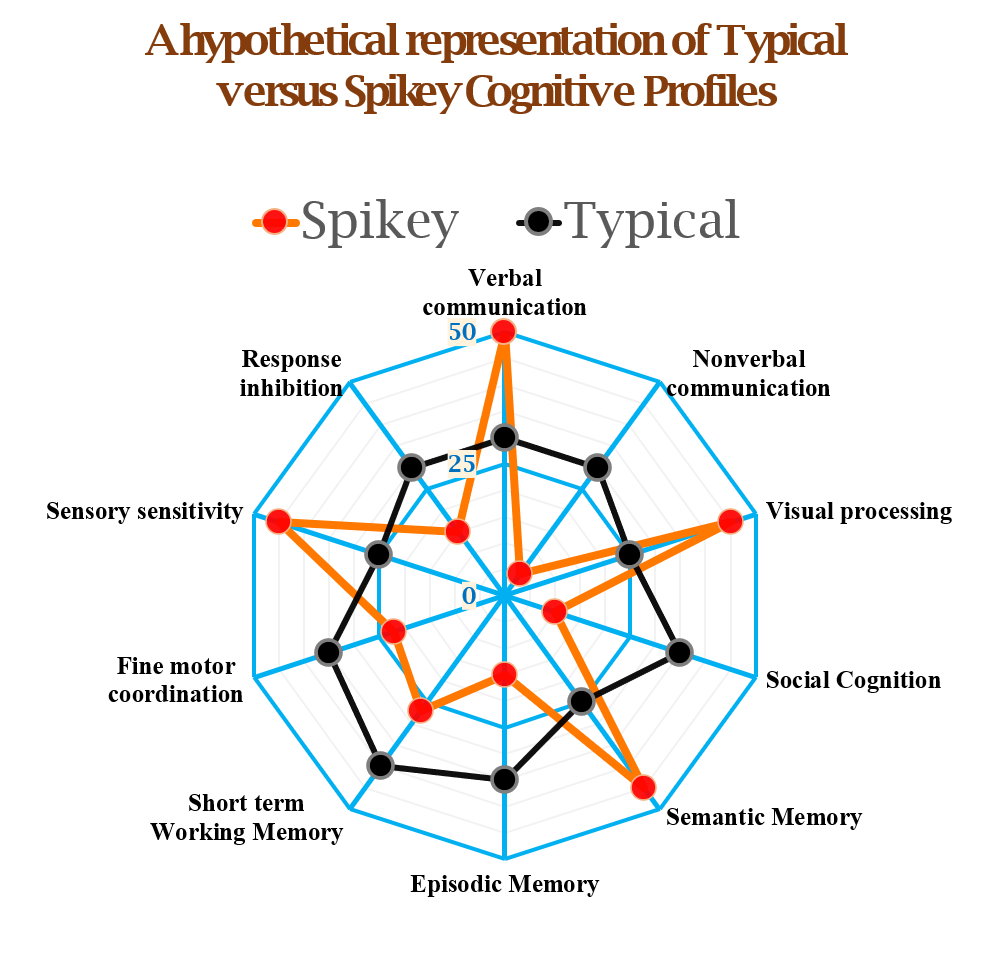
رسم بياني راداري افتراضي للملف المعرفي الشائك. يمكن العثور على تفاصيل مماثلة في دويل، نانسي. «التنوع العصبي في العمل: نموذج بيولوجي نفسي اجتماعي وتأثيره على البالغين العاملين». النشرة الطبية البريطانية، العدد 1 (2020): 108-125.

يشير مصطلح الاستثنائي مرتين أو الاستثنائي المزدوج (بالإنجليزية: Twice exceptional) أو (بالإنجليزية: 2e) إلى الأفراد الذين يتم الاعتراف بهم على أنهم موهوبون ومختلفون عصبيًا. كما يوحي التفسير الحرفي، فإن هذا يعني أن الشخص (عادة طفل أو طالب) قوي جدًا أو موهوب في بعض المهام ولكنه أيضًا ضعيف جدًا أو غير قادر على أداء مهمة أخرى. ونتيجة لهذه الثنائية في القدرات المعرفية للأشخاص الاستثنائيين مرتين، فإن نقاط قوتهم وضعفهم وصراعاتهم قد تظل غير ملحوظة أو غير مدعومة. وبسبب الوضوح النسبي للتطورات المبكرة، مثل فرط القراءة، مقارنة بالصعوبات الأكثر دقة التي يمكن أن تظهر في المهام اليومية، فقد يواجه هؤلاء الأشخاص في كثير من الأحيان مواقف متناقضة ظاهريًا تؤدي إلى عدم التصديق، والأحكام، والاغتراب، وأشكال أخرى من الظلم المعرفي ‏. بعض المصطلحات ذات الصلة هي «التناقض في الأداء»، و «التناقض المعرفي»، و«الملف المعرفي غير المتساوي»، و«الملف الشائك». ونتيجة للجمع المتزامن بين القدرات وعدم القدرات، فإن هؤلاء الأشخاص لا يتناسبون في كثير من الأحيان مع الدور المناسب لأعمارهم أو المناسب اجتماعياً. الشكل المتطرف من الاستثنائية المزدوجة هو متلازمة العبقري. غالبًا ما يتماهى الأفراد مع وصف الاستثنائي المزدوج بسبب مزيجهم الفريد من القدرات الاستثنائية والسمات العصبية المتباينة. ظهر مصطلح «استثنائي مرتين» لأول مرة في مقال الدكتور جيمس جيه غالاغر عام 1988 بعنوان «الأجندة الوطنية لتعليم الطلاب الموهوبين: بيان الأولويات». يجسد الأفراد الاستثنائيون مرتين شكلين متميزين من الاستثنائية: أحدهما هو الموهبة والآخر يشمل جانبًا واحدًا على الأقل من التباين العصبي. غالبًا ما يتم تعريف الموهبة بطرق مختلفة وتتأثر بالكيانات التي تتراوح من المجالس التعليمية المحلية إلى الحكومات الوطنية؛ ومع ذلك، فإن الثابت الوحيد في كل تعريف هو أن الفرد الموهوب لديه قدرة عالية مقارنة بأقرانه من نفس العمر. يصف مصطلح «المتباين عصبيًا» الفرد الذي تختلف عملياته المعرفية عن تلك التي تعتبر طبيعية عصبيًا والذي يمتلك نقاط قوة تتجاوز السكان الطبيعيين عصبيًا. لذلك، فإن التعيين غير السريري للفرد الاستثنائي المزدوج يحدد شخصًا موهوبًا يتمتع بسمة عصبية متباينة واحدة على الأقل.

## الأطفال الذين يساء فهمهم
يزعم برودي وميلز [1997] أن هذه الفئة من الطلاب «يمكن اعتبارها الأكثر سوء فهمًا من بين كل الاستثناءات». في كل حالة، تساعد نقاط القوة التي يتمتع بها الطالب المتميز مرتين في التعويض عن العجز؛ ومن ناحية أخرى، فإن العجز يجعل نقاط القوة لدى الطفل أقل وضوحًا. على الرغم من أنه لا يوجد حاليًا أي بحث تجريبي لتأكيد هذه النظرية. إن التفاعل بين نقاط القوة والضعف الاستثنائية في فرد واحد يؤدي إلى أداء غير متسق. قد يقدمون أيًا من الملفات الشخصية الثلاثة التي حددتها المعلمة والباحثة الدكتورة سوزان باوم:
- ذكي ولكنه لا يبذل جهدًا كافيًا.
- يعاني من صعوبات في التعلم، ولكنه لا يتمتع بقدرات استثنائية.
- متوسط

في حالة المشاكل السلوكية/الاجتماعية والعاطفية، وليس المعرفية، يمكن تكثيف كل من القوة والعجز. عادةً ما تتناوب درجات الطالب المتميز مرتين بين العالية والمنخفضة، حتى في نفس المادة. قد يكون لدى الطفل مفردات وأفكار متقدمة، لكنه غير قادر على تنظيم تلك الأفكار والتعبير عنها على الورق. قد يكونون فنانين أو بنائين ماهرين، لكنهم يسلمون مهام غير مرتبة أو غير قابلة للقراءة. قد يكملون واجباتهم، لكنهم ينسون أو ينسون تسليمها. قد يبدو للوالدين والمعلمين الذين يلاحظون هذا السلوك أن الطفل لا يحاول؛ فالعديد من الأطفال المتميزين مرتين يعملون بجد أو بجهد أكبر من الآخرين، ولكن مع الحصول على نتائج أقل في مقابل جهودهم. إن هذا النضال من أجل إنجاز المهام التي تبدو سهلة بالنسبة للطلاب الآخرين يمكن أن يترك الأطفال المتميزين مرتين محبطين وقلقين ومكتئبين. يمكن أن يحرمهم من حماسهم وطاقتهم للمدرسة ويضر بتقديرهم لذاتهم.[بحاجة لمصدر]
قد تتضمن بعض المواقف الشائعة الأخرى أداءً أو مساهمات مذهلة من قبل هؤلاء الأفراد الذين يتم عدم الثقة بهم أو تشويه سمعتهم أو التقليل من شأنهم عن طريق الخطأ لأنهم غير معروفين بأنهم عباقرة في مجالات أخرى، أو لأنهم متقدمون كثيرًا عن أقرانهم في بعض الجوانب. على سبيل المثال، كان يُعتقد أن نيكولا تيسلا كان يغش عندما كان يحل مسائل حساب التفاضل والتكامل في الكلية دون قلم أو ورقة،[بحاجة لمصدر] في حين أن بعض هؤلاء الطلاب قد لا يكشفون أبدًا عن مهاراتهم واهتماماتهم بسبب بيئة التعلم التي لا تسمح بالإبداع. لقد قيل أن «مصطلح الأداء العالي المزعوم يتجاهل الصعوبات، في حين أن مصطلح الأداء المنخفض المزعوم يتجاهل الإمكانات».[بحاجة لمصدر] لذا «افترض الكفاءة»[بحاجة لمصدر] تم التوصية به.

## تحديد الاستثناء المزدوج
يتطلب التحديد الرسمي للاضطرابات ذات الاستثناء المزدوج تحديدًا وتشخيصًا سريريًا رسميًا لكلٍّ من استثناءين أساسيين منفصلين على الأقل. ونظرًا لندرة الإحصاءات، وتنوع الحالات، وصعوبة الحصول على تقييمات تشخيصية كافية، فليس من غير المألوف ألا يُحدد الأطفال أو البالغون ذوو الاستثناء المزدوج بدقة أو يُشخصوا تشخيصًا كافيًا في المجتمع المفتوح.
يمكن للأطفال الذين تم تحديدهم على أنهم استثنائيون مرتين أن يظهروا مجموعة واسعة من السمات، وكثير منها نموذجية للأطفال الموهوبين. مثل الأطفال الموهوبين، فإن الأطفال الذين يعانون من ضعف القدرات العقلية غالبا ما يظهرون عدم تزامن أكبر من الأطفال العاديين (أي فجوة أكبر بين أعمارهم العقلية وعمرهم الجسدي). إنهم غالبًا ما يكونون شديدي الحساسية تجاه بيئاتهم العاطفية والجسدية. يوضح الرسم البياني التالي الخصائص الشائعة في هذا السكان.
| نقاط القوة                                         | العجز                                  |
| -------------------------------------------------- | -------------------------------------- |
| - مفردات متفوقة                                    | - مهارات اجتماعية ضعيفة                |
| - أفكار وآراء متقدمة                               | - حساسية عالية للنقد                   |
| - مستويات عالية من الإبداع والقدرة على حل المشكلات | - نقص في مهارات التنظيم والدراسة       |
| - فضولي وفضولي للغاية                              | - مهارات لفظية وأدائية متباينة         |
| - ذو خيال واسع وذكاء                               | - مُتلاعب                               |
| - اهتمامات واسعة لا علاقة لها بالمدرسة             | - أداء ضعيف في مجال دراسي واحد أو أكثر |
| - فهم عميق للقضايا المعقدة                         | - صعوبة في التعبير الكتابي             |
| - موهبة محددة أو مجال اهتمام مُستهلك                | - سلوك عنيد، مُتمسك برأيه               |
| - حس فكاهة راقي                                    | - اندفاعية عالية                       |

 في كثير من الأحيان لا تظهر الاستثناءات المزدوجة إلا عندما يلتحق الأطفال بالمدرسة. في سنواتهم الأولى، يبدو هؤلاء الأطفال في كثير من الأحيان أذكياء للغاية، ولديهم اهتمامات متنوعة ومفردات متقدمة (خاصة فيما يتعلق بأقرانهم في نفس العمر)؛ وفي كثير من الأحيان لا يدرك الآباء أن لديهم طفلًا مصابًا بـ 2e. في بعض الأحيان يلاحظ المعلمون وجود مشاكل في المدرسة؛ وفي بعض الأحيان يكون الآباء هم أول من يلاحظ إحباطات أبنائهم في المدرسة. خلال السنوات الأولى قد تكون هناك صعوبات اجتماعية. قد يجد الطفل ذو الشخصية 2e صعوبة في تكوين صداقات والتأقلم. المشاكل الأكاديمية تظهر في كثير من الأحيان في وقت لاحق. مع زيادة متطلبات العمل، قد يلاحظ المعلمون انخفاضًا أو تناقضًا في أداء الطالب، وقد يكون ذلك مصحوبًا في بعض الأحيان بزيادة في السلوكيات المشكلة. ينسحب بعض طلاب الصف الثاني، ويظهرون ترددًا في التحدث أو المخاطرة في الفصل؛ بينما يلعب آخرون دور المهرج في الفصل. بعض الناس غير قادرين على البقاء مركزين، ويجدون صعوبة في الجلوس بهدوء والعمل بهدوء، ويواجهون صعوبة في السيطرة على الغضب أو الإحباط.
إذا استمرت هذه الصعوبات، فقد يقرر موظفو المدرسة أو أولياء الأمور أن التقييم ضروري. بالإضافة إلى الفحص البدني، قد يخضع الأطفال لاختبارات نفسية تعليمية لتحديد سبب معاناتهم. ينبغي للمحترفين الذين يشاركون في العملية أن يكونوا على دراية بالموهبة. يمكن أن تبدو بعض خصائص الموهبة مشابهة جدًا لخصائص صعوبات التعلم أو الاضطراب، ونتيجة لذلك، يتم تشخيص الأطفال الموهوبين أحيانًا بشكل غير صحيح على أنهم مصابون باضطرابات. على سبيل المثال، إذا تم أخذ درجة ذكاء واحدة في الاعتبار عند تحديد الموهبة، فمن المرجح أن يتم التعرف بشكل خاطئ على الأفراد ذوي صعوبات التعلم. لذلك، ينبغي لنتائج التقييم أن تشير إلى مجالات القوة والضعف لدى الطفل، وتحدد ما إذا كان هناك أي اضطرابات أو صعوبات في التعلم. وبالإضافة إلى ذلك، ينبغي أن تتضمن النتائج معلومات حول ما يحتاجه الطفل من أجل البناء على نقاط القوة وتعويض نقاط الضعف التي تم تحديدها. يؤدي التدريس وفقًا لقدرات الطلاب بدلاً من إعاقاتهم إلى زيادة درجات مفهوم الذات.

## الدعم
الأطفال الاستثنائيون مرتين (2e) يمتلكون موهبة وصعوبات في التعلم، مما يتطلب دعمًا متخصصًا للنجاح أكاديميًا واجتماعيًا. إن نقاط قوتهم ضرورية للنجاح، وهم يتفوقون في البيئات التي توفر تحديات فكرية وفرص تفكير معقدة. تشمل آليات الدعم الأساسية التشجيع، واستراتيجيات التعويض، والتسهيلات مثل مخصصات الوقت. يجب أن تعالج التدخلات الفعالة احتياجاتهم الفكرية والاجتماعية والعاطفية، وضمان الاعتراف بمواهبهم. وفي الوقت نفسه، يمكن التخفيف من التحديات التي قد يواجهونها في بيئتهم من خلال مهارات الدفاع عن النفس والاستفادة من الحماية الاجتماعية والقانونية. علاوة على ذلك، ينبغي إجراء تمييزات لمعالجة التحديات الفريدة التي قد تشكلها التشخيصات المختلفة لدى الأفراد، وخاصة أولئك الذين يعانون من اضطراب طيف التوحد (ASD) واضطراب نقص الانتباه وفرط النشاط (ADHD).
في حين أن الأفراد الموهوبين الذين تم تحديدهم أيضًا على أنهم مصابون باضطراب طيف التوحد أو اضطراب فرط الحركة ونقص الانتباه قد يتمتعون بذكاء عالٍ واهتمامات فريدة، إلا أن الاختلاف الرئيسي يكمن في أنماط التفاعل الاجتماعي الخاصة بهم. لدى بعض الأفراد المصابين بالتوحد ملفات تعريف فريدة قد تتحدى التواصل المتبادل وفهم الإشارات الاجتماعية والوتيرة، مما قد يؤثر بشكل كبير على فرص التعلم لديهم. وبدلاً من ذلك، قد يحتاج الأشخاص المصابون باضطراب فرط الحركة ونقص الانتباه إلى الدعم من خلال المشاركة القائمة على الاهتمامات والاندفاع، مما قد يؤثر على احتياجاتهم لدعم المنظمة ومخصصات الوقت، فضلاً عن الفرص للبحث عن الجديد.
ونظراً لهذه التعقيدات، يلعب المستشارون وعلماء النفس أدواراً حيوية في دعم طلاب التعليم الثانوي. يتواجد المستشارون ليكونوا موارد قيمة للمعلمين وغيرهم من موظفي المدرسة وأعضاء المجتمع الذين قد يحتاجون إلى أن يصبحوا أكثر دراية بالاستثناء المزدوج. يقدم علماء النفس التقييمات ويفسرونها ويطورون التدخلات المستهدفة بناءً على الملفات المعرفية للطلاب. ويعتبر كلا المهنيين ضروريين في خلق بيئات تعليمية داعمة تعترف بالقدرات الفريدة للطلاب المتميزين وتنميها. يجب على المستشارين وعلماء النفس والمعلمين تعديل مناهجهم بناءً على مستويات نمو طلاب المستوى الثاني للمساعدة في ضمان امتثال العوامل البيئية لهذه الاحتياجات واستيعابها بشكل مناسب لضمان الفرص المتسارعة وتنمية المواهب بما يتناسب مع مواهب الأفراد ومهاراتهم ومواهبهم الإبداعية.

## التعليم
بدأت حركة التعليم الاستثنائية المزدوجة في أوائل سبعينيات القرن العشرين مع تعليم «الموهوبين والمعاقين»، وهو مصطلح يشير أساسًا إلى نفس السكان. يتمتع نهج التعليم 2e بـ 35 عامًا من البحث وأفضل الممارسات المصممة خصيصًا لتلبية احتياجات طلاب 2e. إنه زواج بين التعليم الخاص والتعليم الموهوب—وهو نهج قائم على القوة ومتباين يوفر الدعم التعليمي الخاص. يزعم الكثيرون أن تنمية المواهب هي الجانب الأكثر أهمية في تعليمهم.
عند تدريس طلاب الصف الثاني، هناك طرق يجب على المعلم تجنبها. لا يستجيب الطلاب الذين يعانون من حالات استثنائية مرتين بشكل جيد للمحاضرات، ويميلون إلى التوجه أكثر نحو التعلم «الصورة الكبيرة».[بحاجة لمصدر] يواجه هؤلاء الطلاب صعوبة في اتباع القواعد الصارمة غير الضرورية، ولا ينبغي أن نتوقع منهم الالتزام بها. وبدلاً من ذلك، يُنصح بأن نكون أكثر مرونة معهم، وأن نركز بشكل أكبر على التعلم الشامل الذي يركز على الصورة الكبيرة.
ومع ذلك، فإن العثور على مدارس قادرة على تلبية احتياجات الأطفال المتميزين مرتين قد يشكل تحديًا للعديد من الآباء. وتشكل المدارس العامة والخاصة التي لديها برامج تجمع بين المستويات المناسبة من التحدي والدعم لهؤلاء المتعلمين أقلية. ولهذا السبب، يختار عدد من الآباء خيارات تعليمية بديلة لأطفالهم من ذوي صعوبات التعلم، بما في ذلك التعليم المنزلي والمدارس الافتراضية.
لا يوجد سوى عدد قليل من المدارس في الولايات المتحدة التي تقدم منهجًا دراسيًا مصممًا خصيصًا للأطفال من ذوي صعوبات التعلم. تقدم بعض المدارس العامة برامج بدوام جزئي للطلاب المتميزين مرتين، حيث يمكنهم التقدم في مواد مثل الرياضيات بالسرعة التي تناسبهم، والتعرف على طلاب آخرين مثلهم.[بحاجة لمصدر]

## النقد
تم إدراج مصطلح «استثنائي مرتين» ضمن المصطلحات التي يجب تجنب استخدامها للأشخاص ذوي التنوع العصبي، ربما لأنه مرادف لكلمة «خاص»، والتي تم تحديدها على أنها مصطلح تمييزي ضد ذوي الاحتياجات الخاصة.